# Глюк, Эрнст Готлиб
Эрнст Готлиб Глюк (или Эрнст Иванович Глюк, нем. Ernst Gottlieb Glück, около 1698, Мариенбург, Лифляндия, Шведское королевство — 14 (25) ноября 1767, а по другим данным 13 ноября 1757, Санкт-Петербург, Российская империя) — российский государственный деятель.

## Биография

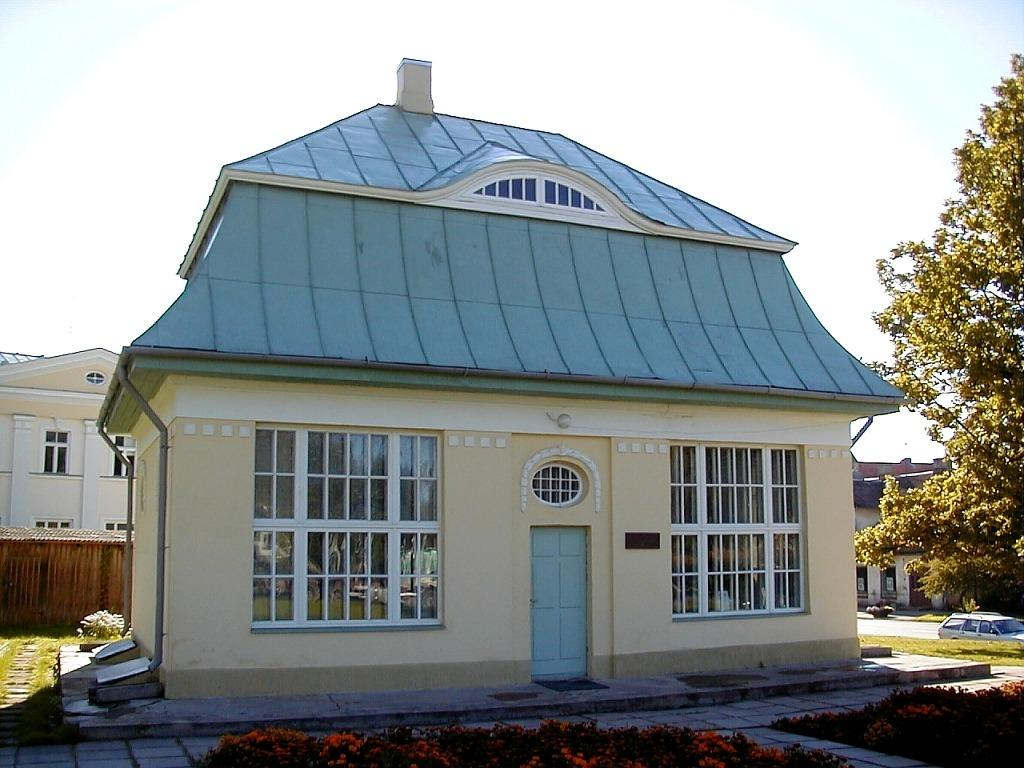
Дом-музей пастора Иоганна Эрнста Глюка в Мариенбурге, где родился Эрнст Готлиб Глюк

Родился в крепости Мариенбург, сейчас — Алуксне в Латвии. Отец — немецкий лютеранский богослов, пастор, педагог и переводчик Библии на латышский и русский языки Иоганн Эрнст Глюк (нем. Johann Ernst Glück, 1652-1705), мать — Кристиана Эмеренция фон Ройтерн (нем. Christiana Emerentia von Reutern, ?—1740), принадлежала к лифляндскому дворянству.
В детстве получил домашнее образование. С 1716 года жил в Пруссии и обучался юриспруденции в Кёнигсбергском университете.
Вернулся в Россию. В 1725 году по указу императрицы Екатерины I был принят асессором Юстиц-коллегии Лифляндских и Эстляндских дел (за время его работы здесь она неоднократно переименовывалась: с 23 ноября 1739 года — Коллегия лифляндских и эстляндских дел; с 8 февраля 1742 года — Юстиц-коллегия лифляндских и эстляндских дел; с 15 декабря 1763 года — Юстиц-коллегия лифляндских, эстляндских и финляндских дел). В ведении Юстиц-коллегии находились все судебные учреждения присоединённых в ходе Северной войны 1700—1721 годов провинций, но высшей апелляционной инстанцией являлся Сенат (с 1762 года к ведению коллегии были отнесены учреждения Выборгской губернии). Коллегия не имела единого учредительного документа, из-за этого её круг обязанностей не был точно определён. В ведении Юстиц-коллегии находились: административные вопросы (назначения чиновников, переписка с общеимперскими учреждениями); суд (рассмотрение жалоб на неправильные действия местной администрации и апелляционных жалоб на решения и приговоры сословных судов); подати (в 1739—1742 годах); церковные проблемы населения Прибалтики, Выборгской губернии, а также протестантских церквей в Российской империи (брак и развод, назначение и увольнение пасторов, споры между прихожанами и духовенством, соблюдение церковных обрядов, установление праздничных дней). Особенностью коллегии было то, что в своей деятельности она руководствовалась местным (преимущественно шведским) законодательством XV — начала XVIII веках и церковным (каноническим) правом, а не российским (общеимперским) законодательством. Делопроизводство в Коллегии велось на немецком языке. Эрнст Готлиб Глюк, как и многие чиновники этой коллегии, принадлежал к евангелическо-лютеранской церкви.
В 1740 году Эрнст Готлиб Глюк был назначен в Юстиц-Коллегии первым советником. В сентябре следующего 1741 года он подал в Сенат прошение о выдаче ему и его потомкам грамоты на дворянство и герба. Ему был определён герб:

«Золотой крылатый шар; на шаре стоящее Счастие или Фортуна».— Барсуков А. П. О семействе пастора Глюка
По неизвестной причине герб и грамота тогда не были утверждены императрицей Елизаветой Петровной.
С 1754 года некоторыми российскими исследователями Эрнст Готлиб Глюк называется вице-президентом Юстиц-коллегии Лифляндских и Эстляндских дел. Данный факт вызывает сомнения у Baltisches Biographisches Lexikon. Д. И. Раскин также называет вице-президентами Коллегии в 1741—1764 годах Эмме Ф. И., а в 1764—1771 годах — Клингштадта Т. И., не упоминая Эрнста Готлиба Глюка. Авторитетный генеалогический справочник А. Б. Лобанова-Ростовского «Русская родословная книга» сначала называет в тексте его вице-президентом Юстиц-коллегии, то есть другого коллегиального органа власти, а затем в уточнениях и дополнениях к I тому — уже вице-президентом Юстиц-коллегии Лифляндских и Эстляндских дел и действительным статским советником.
В 1781 году Сенат вынес резолюцию по делу о гербе и грамоте на дворянство Эрнста Готлиба Глюка:

«1745 года Марта 15 дня велено было сочиненный Глюку диплом предложить к подписанию Ея Императорскаго Величества, когда она изволит быть в Сенатe. А как на нынешнее время оной диплом уже не служит, то оное дело и отдать в Архив».— Барсуков А. П. О семействе пастора Глюка
К тому времени Глюка уже давно не было в живых.

## Личная жизнь
Два раза Эрнст Готлиб Глюк вступал в брак. Имя первой супруги неизвестно. Впоследствии он состоял в браке с Шарлоттой Юлианой фон Таубе фон тер Иссен (их брак был заключён 18 апреля 1742 года). Дети от второго брака: Карл Фридрих (родился 16 февраля 1754 году и, вероятно, тогда же умер), Элеонора (1764 — 27 мая 1816, состояла в браке с Христианом-Леопольдом фон Вильдеманом, внучатым племянником генерал-фельдмаршала Бурхарда Кристофа Миниха) (она была его третьей супругой).